# Rodopi Peak
Rodopi Peak är en bergstopp i Antarktis. Den ligger i Sydshetlandsöarna. Argentina, Chile och Storbritannien gör anspråk på området. Toppen på Rodopi Peak är 230 meter över havet.
Terrängen runt Rodopi Peak är varierad. Havet är nära Rodopi Peak åt nordost. Trakten är glest befolkad. Närmaste befolkade plats är Captain Arturo Prat base, 18,5 kilometer nordost om Rodopi Peak. 